# Karen Horney
Karen Horney, född Danielsen den 16 september 1885 i Hamburgs stadsdel Blankenese, död den 4 december 1952 i New York, var en tysk psykoanalytiker, som hade en egen praktik i USA under senare delen av sin karriär.

## Biografi
Karen Horneys far var sjökapten, med en traditionell patriarkalisk hållning. Enligt dotterns dagböcker såg hon fadern som ”en grym, disciplinär figur” som skattade hennes bror högre än henne.
År 1906 började Horney studera vid den medicinska fakulteten vid Freiburgs universitet, vilken var den första institutionen i Tyskland som lät kvinnor gå en högre medicinsk utbildning. 1908 fortsatte hon sina studier vid universitetet i Göttingen och slutligen i Berlin, fram till sin examen 1913.
År 1920 fick Horney en tjänst vid Karl Abrahams Berliner Psychoanalytische Institut, där hon verkade i flera år som psykoanalytiker, handledare och lärare. År 1930 flyttade hon till USA och bosatte sig så småningom i Brooklyn, som blivit ett hem för en stor skara intellektuella, delvis beroende på en judisk flyktingström från Europa. Vid sidan av sin praktik som psykoanalytiker undervisade hon också vid universitetet The New School.
Horneys första anställning i USA var som biträdande chef för Chicago Institute for Psychoanalysis. Under sin tid i Brooklyn hade hon utvecklat komplexa teorier om neuros och personlighet, vilka bottnade i hennes erfarenheter av att arbeta med psykoanalys. År 1937 utgav hon boken The Neurotic Personality of Our Time, som fick en bred läsekrets. Hon fjärmade sig från Sigmund Freud och anlade sociologiska aspekter på psykologiska problem; det vill säga neuroser som uttryck för sociala anpassningssvårigheter. Hennes teorier ifrågasatte vissa traditionella psykoanalytiska ståndpunkter, särskilt teorin om sexualitet, liksom psykoanalysens driftmässiga orientering och dess deterministiska psykologi, till förmån för en mer feministisk psykologi. Samtidigt höll hon med Freud om de inneboende skillnaderna mellan manlig och kvinnlig psykologi och återknöt sådana skillnader till kulturen snarare än till biologin. Hon betecknas därför ofta som nyfreudiansk.
Horneys avvikelse från traditionell psykoanalytisk teori ledde till att hon avgick från sin tjänst i Chicago. I stället började hon undervisa vid New York Medical College, och grundade dessutom tidskriften American Journal of Psychoanalysis. Hon fortsatte att verka som psykoanalytiker till sin död 1952.

### Familj
Karen Horney gifte sig 1909 med beteendevetaren Oskar Horney och de fick tillsammans två döttrar, skådespelaren Brigitte Horney (1911–1988) och psykoanalytikern Marianne Horney Eckardt(en) (1913–2018). Under 1930-talet hade hon en långvarig både professionell och personlig relation med Erich Fromm.